# Alpi di Lyngen

Le Alpi di Lyngen appartengono alla sezione B2 nella zona della Norvegia artica dei Monti Scandinavi.

Le Alpi di Lyngen (in norvegese: Lyngsalpan o Lyngsfjellan) sono un massiccio delle Alpi scandinave situato nella contea di Troms, a est di Tromsø, nel nord della Norvegia.
Si trovano in gran parte sulla penisola di Lyngen, delimitata a ovest dall'Ullsfjorden e ad est dal fiordo di Lyngen. La penisola stessa è parzialmente tagliata dal fiordo di Kjosen, che si unisce poi all'Ullsfjorden. Il massiccio ha un carattere alpino molto pronunciato e culmina nel Jiehkkevárri (1.833  m), che è anche la vetta più alta della contea di Troms.